# Herzogin Cecilie

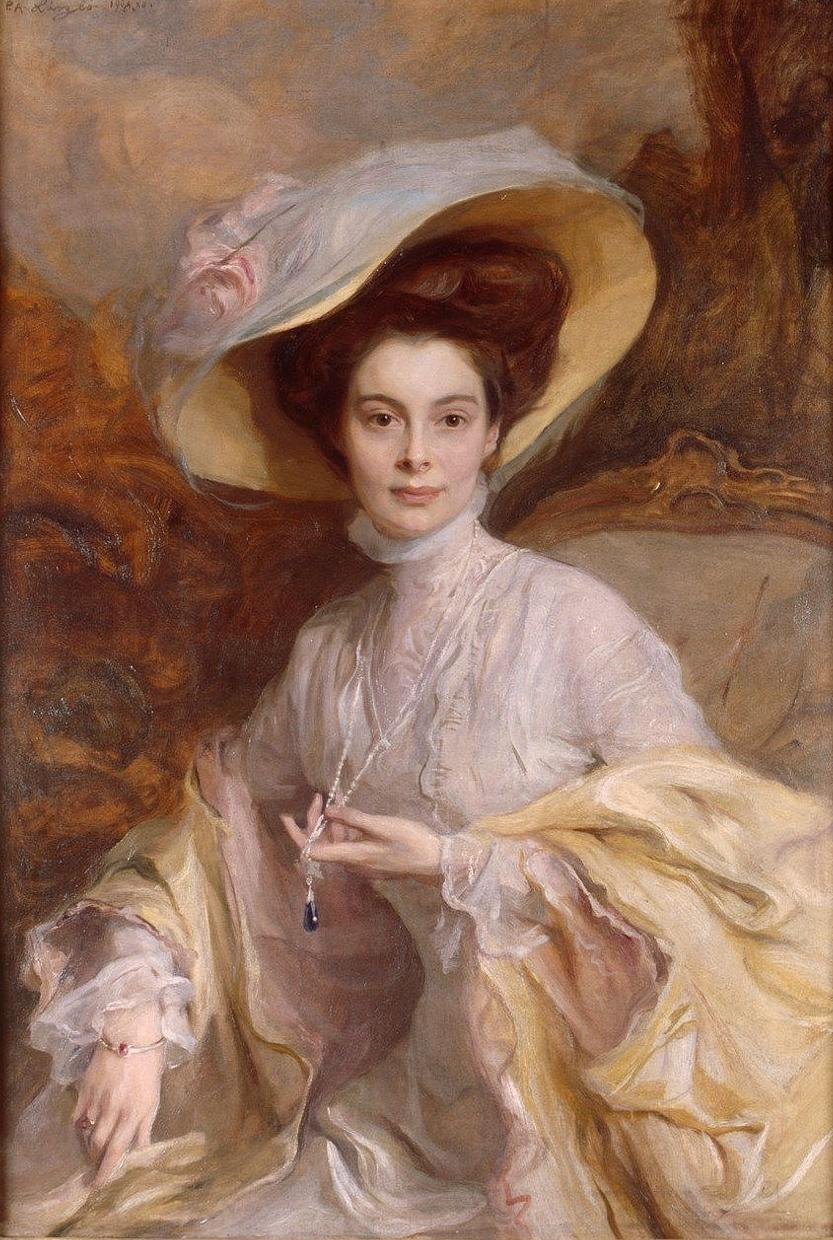
Namenspatronin Kronprinzessin Cecilie, Herzogin zu Mecklenburg-Schwerin

Die Herzogin Cecilie war eine berühmte deutsche Viermastbark und ein frachtfahrendes Segelschulschiff, das schnellste seiner Zeit. Namenspatronin war die seefahrtbegeisterte deutsche Kronprinzessin Cecilie, Herzogin zu Mecklenburg-Schwerin (1886–1954) und Gemahlin von Wilhelm von Preußen.

## Beschreibung

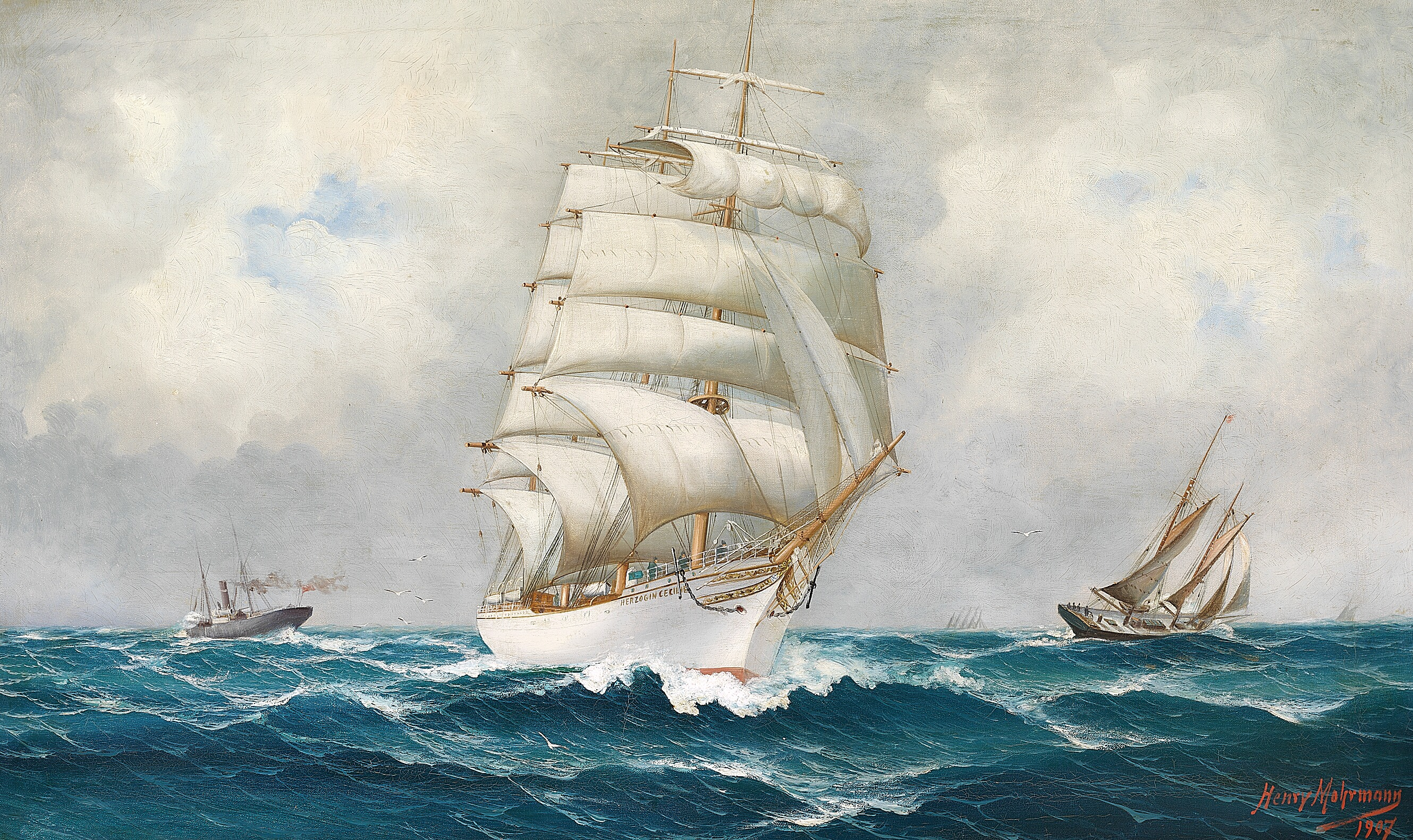
Die Herzogin Cecilie wurde 1907 von John Henry Mohrmann gemalt.

Die Herzogin Cecilie wurde 1902 auf der Werft Rickmers Schiffbau AG in Geestemünde für den Norddeutschen Lloyd Bremen (NDL) als frachtfahrendes Segelschulschiff zur Ausbildung des Offiziersnachwuchses der Reederei gebaut. Der Großherzog von Mecklenburg Friedrich Franz IV., sein Onkel Johann Albrecht zu Mecklenburg, die Namenspatronin Cecilie Herzogin zu Mecklenburg-Schwerin und der Generaldirektor Heinrich Wiegand des Norddeutschen Lloyd waren beim Stapellauf am 22. April 1902 zugegen. Rumpf und Aufbauten des Schiffes waren gemäß der Reedereitradition des NDL (und der Schulschifftradition dieser Zeit) in strahlendem Weiß, das Unterwasserschiff mit Wasserpass in Rot gehalten, was die eleganten Linien des hervorragenden Seglers noch unterstrich – ganz im Gegensatz zu den schwarz-weiß-roten Laeisz-Seglern und den grün-roten Rickmers-Schiffen. Sie hatte eine kurze Back, als Schulschiff eine überlange, bis an die Achterkante der Mittschiffsbrücke reichende Poop, so dass man fast von einem Zweiinselschiff sprechen könnte. Sie fuhr ein modernes Standardrigg als Viermastbark: Stahlmasten mit Mars- und Bramstengen, geteilte Mars- und Bramsegel, Royalsegel, Besanmast mit Stenge und zwei Gaffeln. Sie hatte für eine Viermastbark gehobener Größe (3.242 BRT) eine beträchtliche Segelfläche von 4.400 m² (4.181 m²), was mit zu ihrer Schnelligkeit beitrug. Die Herzogin Cecilie war einer der schnellsten Segler ihrer Zeit (1931: 20,75 kn mit Chronometer zwischen zwei Leuchttürmen gemessen, und 19,75 kn mit Patentlog – ein Wert, mit dem sie sich mit dem schnellen Klipper James Baines hätte messen können, nur war sie viel größer) und konnte es ohne weiteres mit den meisten Schiffen der Reederei F. Laeisz aufnehmen. Die Strecke von Portland (Oregon) nach Lizard (England), ihre Rückreise von der Jungfernfahrt nach Astoria, Oregon, vollendete sie am 19. August 1903 in nur 106 Tagen. Allerdings wurde sie einmal von der großen Preußen überholt, die der schnellste Tiefwassersegler ihrer Zeit in der Welthandelsflotte war. Die Herzogin Cecilie war aufgrund ihres Erscheinungsbildes und ihrer Segeleigenschaften weltweit berühmt und unter ihrem Rufnamen „Die Herzogin“ (engl. „the Duchess“, frz. „la Duchesse“, span. „la Duquesa“) bekannt.

## Reisen

### Erste Fahrten

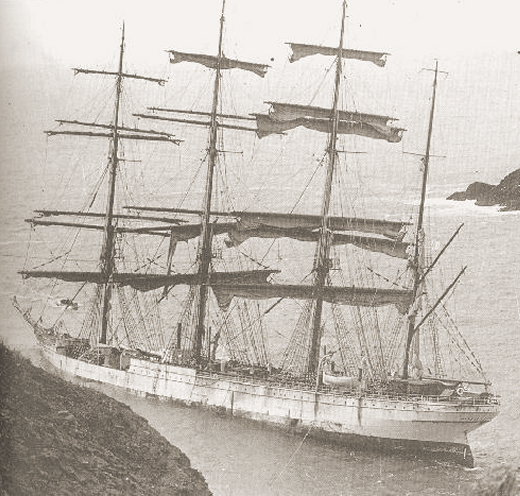
Herzogin Cecilie auf den Klippen vor Ham Stone Rock

Die Jungfernreise unter Kapitän Max Dietrich ging am 25. Juni 1902 ausreisend nach Astoria, Oregon, via Kap Hoorn. Vor der Hornregion brachen drei Rahracks, weswegen das Schiff am 22. August zur Reparatur Montevideo anlaufen musste. Nach Abschluss der Arbeiten am 9. Oktober setzte es seine Reise ungehindert an die amerikanische Westküste fort und erreichte am 13. Dezember nach 65 Tagen das Ziel. Wie viele andere Großsegler der damaligen Zeit wurde es überwiegend, aber nicht ausschließlich in der Salpeterfahrt von Chile nach Europa, aber auch schon frühzeitig in der Weizenfahrt von Australien nach Europa eingesetzt. 1908 übernahm Kapitän Otto Walther das Schiff, der 1913 von Kapitän Dietrich Ballehr abgelöst wurde.
Nach Beginn des Ersten Weltkrieges wurde das Schiff am 25. Juli 1914 in Chile nach Löschen der Kohleladung in der Herradura-Bucht nördlich Valparaísos interniert und seit November 1918 nach Verholen nach Coquimbo zeitweise durch die chilenische Marine genutzt. Einige Kadetten flüchteten zusammen mit ebenfalls internierten Besatzungsangehörigen des Kleinen Kreuzers Dresden und des Dampfers Göttingen im November 1916 mit der chilenischen Bark Tinto nach Norwegen, wo sie am 31. März 1917 eintrafen und von dort aus nach Deutschland zurückkehrten.
Nach sechs Jahren Abwesenheit verließ das Schiff mit 3.900 tn.l. Salpeter am 1. Oktober 1920 den Salpeterhafen Caleta Coloso bei Antofagasta und erreichte nach 82 Tagen am 23. Dezember Falmouth, von wo es zum Löschen der Ladung nach Ostende dirigiert wurde. Am Silvestertag 1920 war das Schiff wieder in seinem Heimathafen Bremen.
Am 20. Juni 1921 wurde die Herzogin Cecilie als Reparationsleistung an Frankreich übergeben, das sie im selben Jahr an den finnischen Großreeder Gustaf Erikson für nur 20.000 US-$ verkaufte. Der neue Eigner war regelrecht in seine neue Errungenschaft verliebt – sie war das schnellste und schönste Schiff, das er je hatte. Da er es nicht als Schulschiff nutzte, waren oft Passagiere an Bord, für die der sparsame Reeder eigens eine Stewardess anheuerte. Heimathafen des Schiffes war nun Mariehamn auf den finnischen Ålandinseln am Eingang zum bottnischen Meerbusen der Ostsee. Ab 8. Dezember 1921 war Karl Ruben de Cloux (1884–1949) Kapitän, unter dem 1927/28 der bekannte australische Seefahrer und Schriftsteller Alan Villiers anheuerte. 1929 wurde Karl Ruben de Cloux von Hugo Donatus Karlsson (29 Tage) und ab dem 17. August 1929 von Mathias Sven Erikson, einem Verwandten des Reeders, abgelöst. Letzterer gewann ein Wettrennen mit einem britischen Dampfer, den er auf dem Südatlantik mit 18 Knoten überholte, worauf dessen Kapitän zum Zeichen der Anerkennung dreimal die Flagge dippte und das Schiffshorn ertönen ließ, was Kapitän Erikson mit derselben Geste seiner finnischen Handelsflagge als Dank beantwortete.

### Weizenfahrt
Nach dem Niedergang der Salpeterfahrt wurde die Herzogin Cecilie durch Gustaf Erikson in der australischen Weizenfahrt erfolgreich eingesetzt. Insgesamt wurden elf Fahrten von der australischen Westküste nach Europa durchgeführt. Auf einer Reise von Australien nach Dänemark strandete sie 1927 im Nebel vor dem dänischen Vorupør, kam jedoch wieder frei. Bei den sogenannten Weizenregatten siegte die Herzogin Cecilie insgesamt achtmal, viermal vor 1921 sowie 1927 auf der Strecke Port Lincoln–Queenstown in 98 Tagen, 1928 von Port Lincoln nach Falmouth in 96 Tagen, 1931 vom südaustralischen Wallaroo nach Falmouth in 93 Tagen und 1936 auf derselben Strecke in nur 86 Tagen (27. Januar bis 23. April). Damit war sie für die gezählten Jahre von 1921 bis 1949 nach der Parma das zweitschnellste Segelschiff auf dieser Strecke. Die Herzogin Cecilie kehrte nach der letzten schnellen Fahrt jedoch nicht mehr in ihren Heimathafen zurück. Sie lief nach einer kleinen Havarie mit dem deutschen Fischereischiff Rastede zunächst nach Falmouth zur Bezahlung der Kaution ein, das sie am Folgetag verließ. Beim Ansteuerungskurs nach Ipswich, wo die 4.295 Tonnen schwere Weizenladung gelöscht werden sollte, fuhr die Herzogin Cecilie bei dichtem Nebel und rauer See am Morgen des 25. April 1936 auf die Klippen von Ham Stone Rock bei Salcombe, South Hams, Devon, und schlug leck. Nach dem Abbergen eines Teils der verquollenen Weizenladung wurde das Schiff wieder schwimmfähig gemacht, im Juni 1936 in die Starhole-Bucht an der Westküste der Salcombemündung geschleppt und dort auf den Strand gesetzt, und nicht, wie ursprünglich geplant, in den Hafen von Salcombe zur völligen Entleerung des Schiffes, da man Krankheiten und Umweltprobleme wegen des faulenden Weizens befürchtete. Letztere Maßnahme hätte das Schiff wahrscheinlich gerettet. In der Folgezeit wurde der faulende Weizen in die Bucht gespült und größtenteils von Möwen gefressen. Dennoch haben die übelriechenden Faulgase lange Zeit die Luft in der Bucht verpestet. Im darauffolgenden Juli war der Kiel der Herzogin Cecilie bereits gebrochen und das Schiff wurde allmählich durch die Wellen zerschlagen.
Helge Heikkinen (1910–1997), ein finnischer Kapitän, der auf der Herzogin Cecilie ausgebildet worden war, konnte der Tragödie trotz allem etwas Positives abgewinnen, indem er darauf anspielte, dass zahlreiche Großsegler in dieser Zeit abgetakelt als Hulk endeten: 

„Die Herzogin Cecilie erlitt nicht das schmachvolle Schicksal, zu einem Müllkahn erniedrigt zu werden! Sie beendete ihre Tage in der Umarmung des Sturms, eines Tiefwasserseglers würdig.“

## Nachleben
Reste des Wracks sind heute noch vorhanden (Position 50° 12′ 52,2″ N, 3° 46′ 49″ W) und ein beliebtes Tauchziel. Bei Niedrigwasser wird eine Wrackboje gesetzt. 

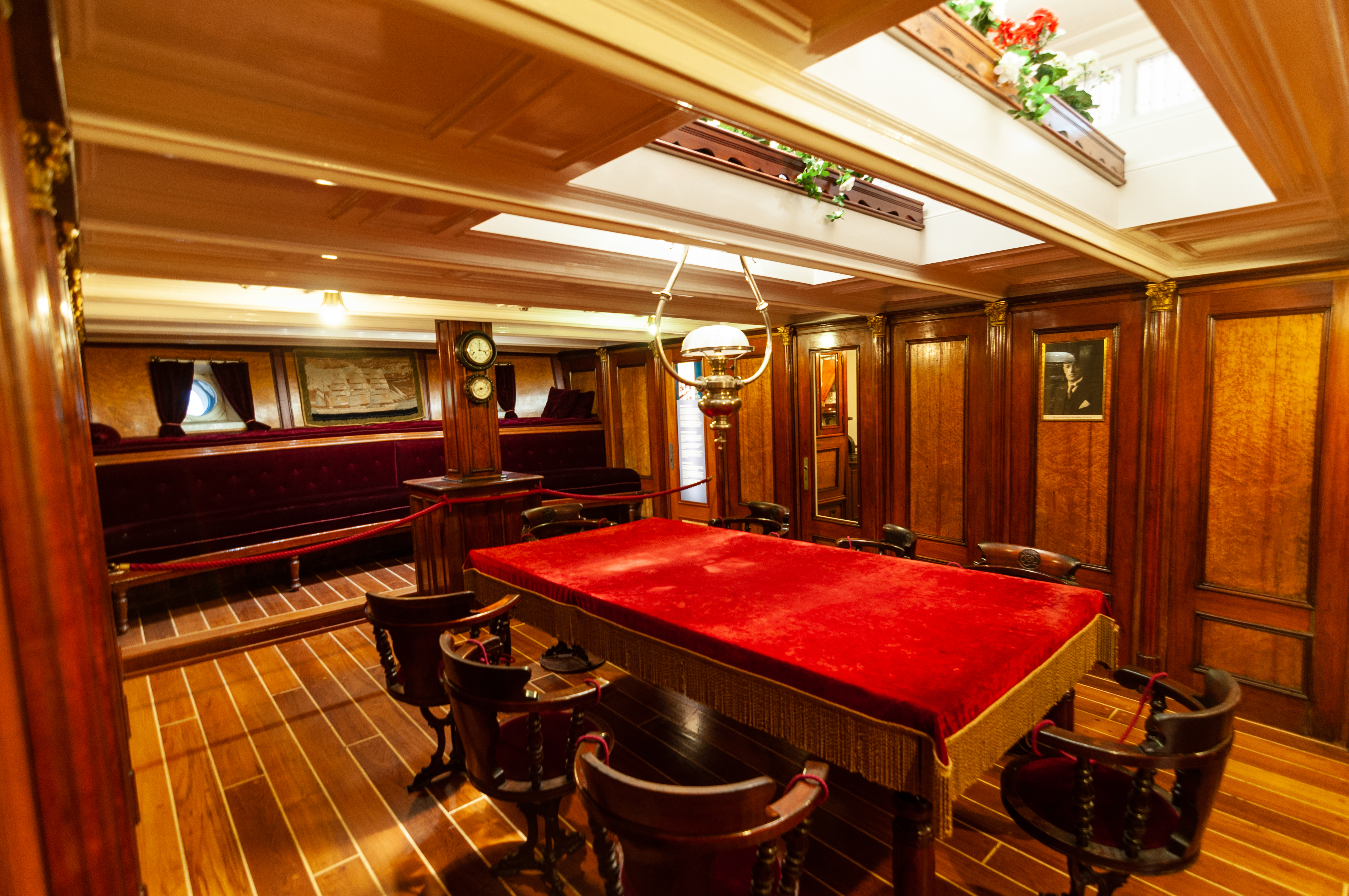
Der im Museum rekonstruierte Kapitänssalon

Bevor das Schiff endfgültig aufgegeben wurde, wurde es auf Verlangen des Reeders weitgehend ausgeschlachtet. Auf diese Weise gelang es, Teile des Schiffes für die Nachwelt zu erhalten: Hierzu gehören der prächtige Kapitänssalon sowie die Kapitänskajüte, welche vollständig restauriert im Ålands sjöfartsmuseum (Åländisches Schifffahrtsmuseum) in Mariehamn zu besichtigen sind.
In einem historischen Hotel im nahe der Havariestelle gelegenen Küstenort Hope Cove wurde ein Raum mit Holz und Bullaugen aus dem Kartenhaus gestaltet und mit Erinnerungsstücken dekoriert. Der Raum diente während des Zweiten Weltkriegs als Unteroffiziersmesse der britischen Luftwaffe. Er kann heute besichtigt werden.
Auch die Familie des letzten Kapitäns Sven Eriksson richtete in ihrem Haus in Lemland ein kleines Museum ein, worin Einrichtungsgegenstände des Schiffes ausgestellt sind.
Über das berühmte Schiff wurden später zahlreiche Bücher geschrieben. Besonders bekannt wurden die in verschiedene Sprachen übersetzten Werke von Pamela Eriksson, der englischen Ehefrau des letzten Kapitäns; sie hatte seinerzeit als Passagierin ihren Mann auf dem Schiff kennengelernt und sich auch zum Zeitpunkt der Havarie an Bord befunden. 

## Rezeption
Der englische Songwriter Ken Stephens schrieb ein Lied über das Schiff, welches u. a. von den Sängern Geoff Kauffman und Tom Lewis sowie der amerikanischen Gruppe Bounding Main interpretiert wurde.
Elise Nyback, eine åländische Sängerin, veröffentlichte 2021 ihre erste Single mit dem Titel: „Cognac Marlboro Man Goes Herzogin Cecilie“.

## Schiffsdaten
- Konstruktion: Stahl-Rumpf als Dreiinselschiff, kurze Back, lange Poop bis Achterkante Mittschiffsbrücke
- Rigg: Viermastbark-Standardrigg: doppelte Mars- und Bramrahen, Royals; Untermasten/Mars-/Bramstenge; Besanmast mit Stenge und 2 Gaffeln
- Mastfolge: Fock-, Groß-, Kreuz-, Besanmast
- Anzahl der Decks: zwei durchgehende Stahldecks, partielles Deck (Stahl/Holz) als Brückendeck, Poop und Back
- Stapellauf: 22. April 1902
- Jungfernfahrt: 25. Juni 1902 nach Astoria, Oregon
- Unterscheidungssignal: Q H L K; 21. November 1921: T P M K, 1. Januar 1934: O H A U
- Bauwerft: Rickmers Schiffbau AG in Geestemünde
- Reederei: Norddeutscher Lloyd, Bremen
- weitere Reedereien: 1918 chilenische Marine; 1921 Gustaf Erikson
- weitere Namen: keine
- Heimathafen: Bremen; Valparaíso (Chile); Mariehamn (Ålandinseln, Finnland)
- Galionsfigur: ja; Figur der Namenspatronin, Kronprinzessin Herzogin Cecilie von Preußen
- Länge über alles (Lüa): 116,0 m
- Länge Galion-Heck (Rumpflänge): 104 m
- Länge an Deck (LaD): 102,7 m
- Länge in der KWL (LWL): 96 m
- Länge zwischen den Loten (LzL, LPp): 94,2 m
- Breite: 14,10 m
- Raumtiefe: 8,5 m
- Seitenhöhe: 9,1 m
- Tiefgang: 7,40 m
- Vermessung: 3.242 BRT (Bruttoregistertonnen) / 2.786 NRT (Nettoregistertonnen); 3.111 BRT / 2.584 NRT (1935)
- Verdrängung: 6.500 t (Schiffsmasse 2.200 t inkl. Ladung 4.300 t)
- Ladekapazität/Tragfähigkeit: 4.300 t / 4.232 tn.l. (1 tn.l. = 1,01605 t)
- Segelfläche: 4.400 m² (34 Segel: 18 Rah-, 4 Vor-, 9 Stagsegel (zw. den Masten), 2 Besane, 1 Gaffeltoppsegel)
- Masthöhe: 53,5 m Unterkante Kiel-Flaggenknopf, 46 m Wasserlinie-Flaggenknopf, 40 m Deck-Flaggenknopf
- Klassifikation: Lloyd’s / Bureau Véritas +100A
- Erster Schiffsführer: Kapitän Max Dietrich
- weitere Kapitäne: Otto Walther 1908, Dietrich Ballehr 1913–1921, Karl Reuben de Cloux 1921–1929, Amandus Ferdinand Grönlund 1924 (8 Monate), Hugo Donatus Karlsson 1929 (1 Monat), Mathias Sven Erikson 1929–1936
- Besatzung: Kapitän, 3 Offiziere, 27 Mann Stamm, 50 Kadetten
- Höchstgeschwindigkeit: 18 kn, Rekordmessung 1931: 19,75 kn unter Segeln
- Bestes Etmal: 400 sm
- Besonderheiten: große Poop als Unterkunft für Seekadetten, später für Passagiere